# Hechtia marnier-lapostollei
Espèce
Classification phylogénétique
Hechtia marnier-lapostollei est une espèce de plantes de la famille des Bromeliaceae, endémique du Mexique.